# Ken Aston
Kenneth George Aston, známý pod zkráceným jménem Ken Aston (1. září 1915, Colchester – 23. října 2001, Londýn-Ilford), byl anglický fotbalový rozhodčí, který vynalezl žlutou a červenou kartu.

## Život
Vystudoval St. Luke's College ve svém rodišti. Jako rozhodčí pracoval od roku 1936, mezinárodní zápasy soudcoval od roku 1959. Za druhé světové války byl odmítnut v Royal Air Force kvůli zraněnému koleni, později se dostal k britskému královskému dělostřelectvu a nakonec skončil v britské Indické armádě, kde jako podplukovník sloužil v tribunálu pro válečné zločiny.

## Žlutá a červená karta
V roce 1962 soudcoval na mistrovství světa Chile brutální utkání mezi Chile a Itálií, později nazvaný bitva o Santiago, který doprovázel jeden zákeřný faul za druhým a u něhož musela zasahovat i policie. Roku 1966 proto vymyslel systém žlutých a červených karet, který se poprvé uplatnil při fotbalovém mistrovství světa v roce 1970; inspiroval se přitom semaforem, u kterého musel zastavit na londýnské křižovatce v Kensington High Street.